# Hudhud
Hudhud – wieś w Syrii, w muhafazie Aleppo, w dystrykcie Manbidż. W 2004 roku liczyła 909 mieszkańców.